# Lacronia
Genre
Synonymes
- Luederwaldtia Mello-Leitão, 1923 nec Schmidt, 1922

Lacronia est un genre d'opilions laniatores de la famille des Gonyleptidae.

## Distribution
Les espèces de ce genre sont endémiques du Brésil. Elles se rencontrent dans les États de São Paulo, de Rio de Janeiro et de Santa Catarina.

## Liste des espèces
Selon World Catalogue of Opiliones (04/09/2021) :
- Lacronia camboriu Kury, 2003
- Lacronia ceci Kury & Orrico, 2006
- Lacronia ricardoi Kury, 2003
- Lacronia serripes (Mello-Leitão, 1923)

## Systématique et taxinomie
Ce genre a été renommé Lacronia par Strand en 1942 car le nom Luederwaldtia Mello-Leitão, 1923 est préoccupé par Luederwaldtia Schmidt, 1922 dans les hémiptères.

## Publications originales
- Strand, 1942 : « Miscellanea nomenclatoria zoologica et Paleontologica X. » Folia Zoologica et Hydrobiologica, vol. 11, p. 386–402.
- Mello-Leitão, 1923 : « Arachnideos da Ilha dos Alcatrazes. » Revista do Museu Paulista, vol. 13, p. 515–520.